# Rote Klippenkrabbe
Die Rote Klippenkrabbe (Grapsus grapsus), auch Rote Felsenkrabbe genannt,  gehört zu den häufigsten Krabbenarten der südamerikanischen Pazifikküste einschließlich Mexiko und Zentralamerika im Norden. Sie ist charakteristisch für die im Pazifik gelegenen Galapagosinseln, wo sie auch zayapa genannt wird und sehr zahlreich anzutreffen ist. Sie findet sich aber auch im Atlantik auf der abgelegenen Inselgruppe Sankt-Peter-und-Sankt-Pauls-Felsen.

## Merkmale
Die Jungtiere sind schwarz gefärbt, während sich erwachsene Exemplare durch eine braune bis rötliche Färbung auszeichnen. Sie ernährt sich von Algen und Kadavern, die das Meer anschwemmt. Bis 1990 wurde die Rote Felsenkrabbe derselben Spezies zugeordnet wie Grapsus adscensionis, wobei letztere allerdings nur im östlichen Atlantik vorkommt.

## Systematik und Nomenklatur
Die Rote Klippenkrabbe (Grapsus grapsus) wird auch Rote Felsenkrabbe genannt. Dieser Name wird aber meist auf die nahe verwandte Krabbe Grapsus adscensionis angewandt, die früher als Unterart von Grapsus grapsus galt, aber inzwischen als eigene Art anerkannt ist.
Grapsus grapsus wurde schon 1758 von Linnaeus in seinem grundlegenden Werk Systema naturae als Cancer grapsus beschrieben. 1801, als die Krebse systematisch weiter aufgeteilt wurden, begründete Jean-Baptiste de Lamarck die Gattung Grapsus mit der Typusart Grapsus grapsus.

## Bedeutung
Der Fang der agilen Tiere wird hauptsächlich betrieben, um sie im Klippenfischen als Köder für größere Beute zu verwenden.
Der Schriftsteller John Steinbeck hat in seinem Reisetagebuch Logbuch des Lebens (1951) fasziniert von dem Farbenreichtum und der Schnelligkeit der Roten Klippenkrabbe berichtet.